# Washington Indoor 1976 - Doppio
Il doppio del torneo di tennis Washington Indoor 1976, facente parte della categoria World Championship Tennis, ha avuto come vincitori Eddie Dibbs e Harold Solomon che hanno battuto in finale Mark Cox e Cliff Drysdale con il punteggio di 6–4, 7–5.

## Teste di serie
1. Charlie Pasarell /  Allan Stone (primo turno)

1. Eddie Dibbs /  Harold Solomon (Campioni)

## Tabellone

### Legenda
| - Q = Qualificato - WC = Wild card - LL = Lucky loser | - ALT = Alternate - SE = Special Exempt - PR = Protected Ranking | - w/o = Walkover - r = Ritirato - d = Squalificato |

|  | Primo turno                  | Primo turno                  | Primo turno                  | Primo turno | Primo turno |  |  | Semifinali               | Semifinali                   | Semifinali                   | Semifinali                 | Semifinali                 |   |   | Finale | Finale                  | Finale                  | Finale | Finale |  |
|  |                              |                              |                              |             |             |  |  |                          |                              |                              |                            |                            |   |   |        |                         |                         |        |        |  |
|  |                              | John Newcombe Tony Roche     | John Newcombe Tony Roche     | 6           | 6           |  |  |                          |                              |                              |                            |                            |   |   |        |                         |                         |        |        |  |
|  | 1                            | Charlie Pasarell Allan Stone | Charlie Pasarell Allan Stone | 2           | 4           |  |  | John Newcombe Tony Roche | John Newcombe Tony Roche     | John Newcombe Tony Roche     | 4                          | 4                          |   |   |        |                         |                         |        |        |  |
|  | Mark Cox Cliff Drysdale      | Mark Cox Cliff Drysdale      | 4                            | 6           | 7           |  |  | Mark Cox Cliff Drysdale  | Mark Cox Cliff Drysdale      | Mark Cox Cliff Drysdale      | 6                          | 6                          |   |   |        |                         |                         |        |        |  |
|  | Andrew Pattison Kim Warwick  | Andrew Pattison Kim Warwick  | 6                            | 3           | 5           |  |  |                          |                              |                              |                            |                            |   |   |        | Mark Cox Cliff Drysdale | Mark Cox Cliff Drysdale | 4      | 5      |  |
|  | Fred McNair Sherwood Stewart | Fred McNair Sherwood Stewart | Fred McNair Sherwood Stewart | 6           | 7           |  |  |                          |                              | 2                            | Eddie Dibbs Harold Solomon | Eddie Dibbs Harold Solomon | 6 | 7 |        |                         |                         |        |        |  |
|  | Ray Moore Onny Parun         | Ray Moore Onny Parun         | Ray Moore Onny Parun         | 3           | 6           |  |  |                          | Fred McNair Sherwood Stewart | Fred McNair Sherwood Stewart | 4                          | 4                          |   |   |        |                         |                         |        |        |  |
|  | 2                            | Eddie Dibbs Harold Solomon   | 6                            | 4           | 6           |  |  | 2                        | Eddie Dibbs Harold Solomon   | Eddie Dibbs Harold Solomon   | 6                          | 6                          |   |   |        |                         |                         |        |        |  |
|  |                              | A Met'reveli Cliff Richey    | 2                            | 6           | 2           |  |  |                          |                              |                              |                            |                            |   |   |        |                         |                         |        |        |  |